# 혈중 알코올 농도
혈중 알코올 농도(血中 알코올 濃度, Blood Alcohol Content, BAC)는 혈액 속의 알코올의 농도 퍼센티지로 나타내는 것으로, 일반적으로 알코올 중독의 법적 혹은 의학적 측정 기준으로 사용된다. 법적 또는 의학적 목적으로 사용되는 알코올 중독의 측정치이다. 이는 혈액의 부피 또는 질량당 알코올의 질량으로 표현된다. 예를 들어, BAC가 0.10(0.10% 또는 1%의 1/10)이라는 것은 혈액 100mL당 알코올이 0.10g, 즉 21.7mmol/L에 해당한다는 의미이다. BAC 0.10(0.10%)은 혈액 100g당 알코올 0.10g(23mmol/L)이다. BAC 0.0은 냉정한 상태이다. 여러 국가에서 운전 시 최대 허용 BAC 범위는 약 0.02% ~ 0.08%이다. 0.08% 이상의 BAC 수준은 손상된 것으로 간주된다. 0.40%를 초과하면 잠재적으로 치명적이다.

## 알코올 도수에 따른 영향
BAC가 증가하면 알코올의 단기적인 영향이 더욱 눈에 띄게 된다. 낮은 수준의 손상(BAC 0.01~0.05%)에서는 판단력 및 조정력 손상과 함께 가벼운 이완 및 사회적 억제 감소를 경험할 수 있다. 중등도 수준의 장애(BAC 0.06~0.20%)에서는 감정적 동요, 시력 장애, 청각, 언어 및 운동 능력 장애가 나타날 수 있다. BAC가 0.2%를 초과하면 사람들은 요실금, 구토, 알코올 중독 증상을 경험할 수 있다. BAC가 0.3%를 초과하면 사람들은 의식을 완전히 상실하고 심각한 알코올 중독의 징후를 보일 수 있다. 0.4% 이상의 BAC는 잠재적으로 치명적이며 혼수상태나 호흡 부전을 초래할 수 있다.

## 섭취의 따른 예측
혈중 알코올 농도는 1920년대 스웨덴 교수 에리크 위드마크(Erik Widmark)가 개발한 방법으로 추정할 수 있다.
{\displaystyle EBAC={\frac {A}{r\times Wt}}\times 100\%-\beta \times T}
- A는 소비된 알코올의 질량이다.
- r은 전체 체중에 대한 체수분의 비율이다. 개인마다 차이가 있지만 평균적으로 남성은 0.68, 여성은 0.55 정도인데, 여성이 지방 비율이 더 높은 경향이 있기 때문이다.
- Wt는 체중이다.
- β는 알코올이 대사되는 속도이다. 시간당 약 0.017%이다.
- T는 알코올이 혈액에 존재하는 기간(보통 소비가 시작된 이후의 시간)이다.

때로는 위 수치에 혈액의 밀도인 1.055 g/mL를 곱하기도 한다.